# Briones
Briones är en kommun i Spanien. Den ligger i den autonoma regionen La Rioja i norra delen av landet, 250 km nordost om huvudstaden Madrid. Antalet invånare är 749 (2024).